# Revox

Logo ReVox

Registratore a bobine aperte Revox PR99 Mk II

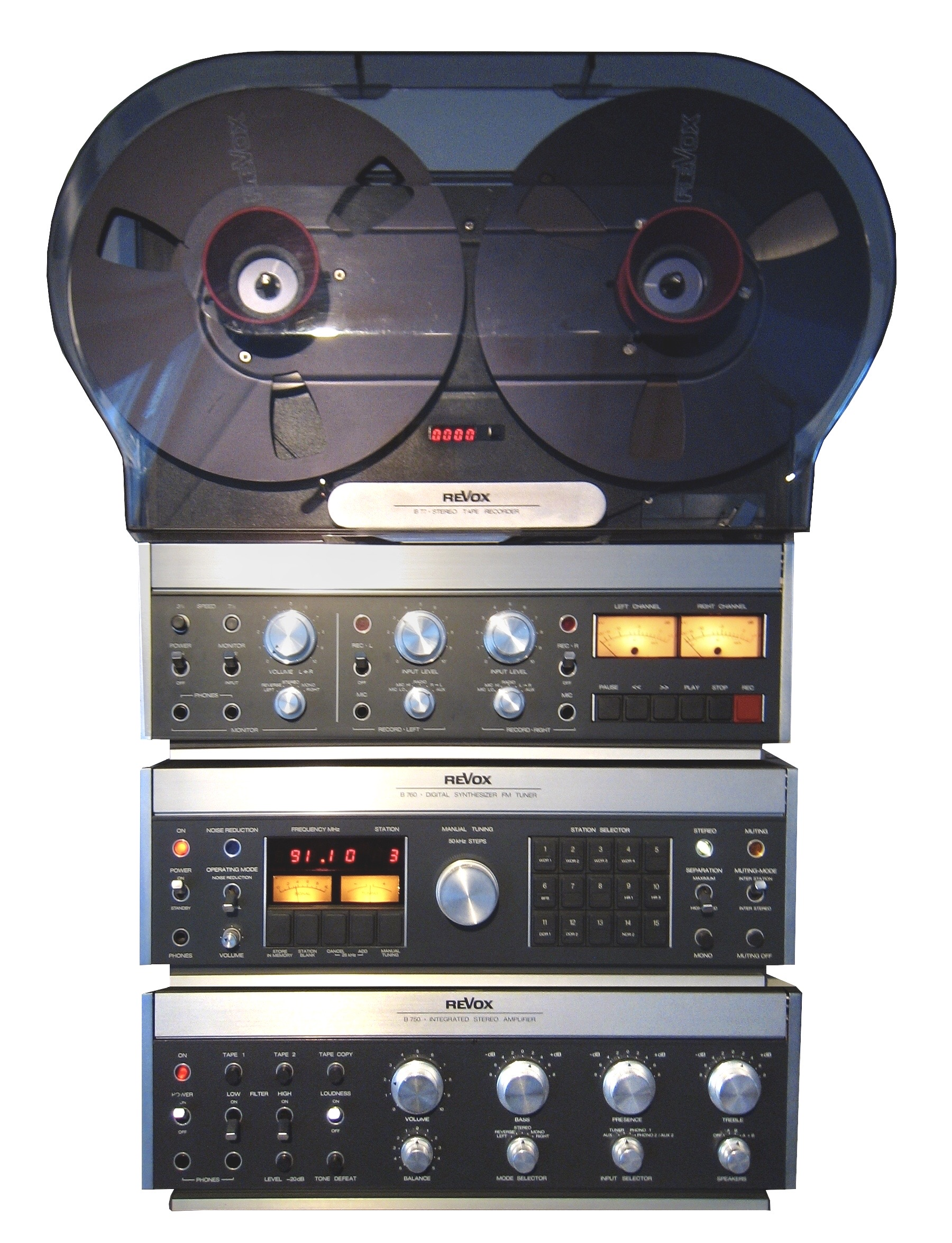
B77, B760, B750, ca. 1977

Revox è il marchio di un'azienda svizzera specializzata in apparecchiature audio ad alta fedeltà.
Il nome deriva dal primo prodotto dell'azienda (1948), un registratore a bobine da 1/4 di pollice, rimasto celebre per il caratteristico calore del suono, il nome del registratore era inizialmente Dynavox. L'azienda nacque per decisione del fondatore Willi Studer (che già produceva apparecchiature di registrazione professionali con marchio Studer), di offrire ad operatori di studi radiotelevisivi, e in genere agli appassionati audiofili, una linea di prodotti ingegnerizzati in modo tale da poter essere inseriti agevolmente nell'arredo di una comune abitazione, unitamente ad un prezzo accessibile per quel tipo di mercato. All'aspetto raffinato degli apparecchi contribuiva in buona misura l'intelligente uso del legno, usato come completamento della struttura metallica del telaio. Le due linee produttive continuarono parallele, il marchio Studer orientato ai grandi studi di registrazione e il marchio Revox rivolto agli appassionati; con questo marchio arrivò a coprire tutto il campo dell'alta fedeltà, dal giradischi al sintonizzatore.
La qualità dei prodotti è sempre stata sull'eccellenza, pertanto posizionati su una fascia di prezzo piuttosto alta, leggendario negli anni '70, il registratore a bobine da 1/4 di pollice A77, prodotto in 400.000 esemplari nelle varie versioni succedutesi negli anni; talmente popolare e diffuso che il nome Revox fino a tutti gli anni '80 per antonomasia era utilizzato per definire qualsiasi registratore a bobine, anche di altre marche.
Il modello di fascia superiore, l'A700, fu uno dei primi registratori ad avere il motore per il trascinamento del nastro controllato da un oscillatore al quarzo. Fu uno dei pochi produttori al mondo a realizzare un braccio di lettura per giradischi a traslazione tangenziale.
Nel 1967, negli Abbey Road Studios, con una coppia di registratori Studer J37 a 4 canali, uno dei quali conservato come pezzo storico nel museo del costruttore, i Beatles registrarono il celebre album Sgt. Pepper's Lonely Hearts Club Band.